# Leptodactylus labyrinthicus
Leptodactylus labyrinthicus là một loài ếch trong họ Leptodactylidae. Tên gọi bản địa của nó là rana pimienta ("ếch ớt") và sapo-toro laberintico ("cóc-ếch mê cung").
Nó được tìm thấy ở Argentina, Bolivia, Brasil, Paraguay, và Venezuela. Các môi trường sống tự nhiên của chúng là các khu rừng khô nhiệt đới hoặc cận nhiệt đới, rừng ẩm đất thấp nhiệt đới hoặc cận nhiệt đới, xavan ẩm, vùng đất có cây bụi nhiệt đới hoặc cận nhiệt đới, đồng cỏ khô nhiệt đới hoặc cận nhiệt đới vùng đất thấp, sông, đầm nước ngọt, đầm nước ngọt có nước theo mùa, vùng đồng cỏ, vườn nông thôn, các vùng đô thị, và các khu rừng trước đây bị suy thoái nặng nề. Nó không được xem là bị đe dọa theo IUCN.

## Hình ảnh

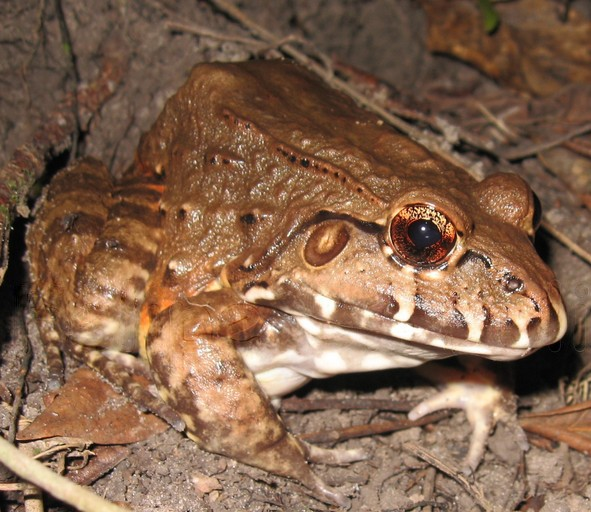
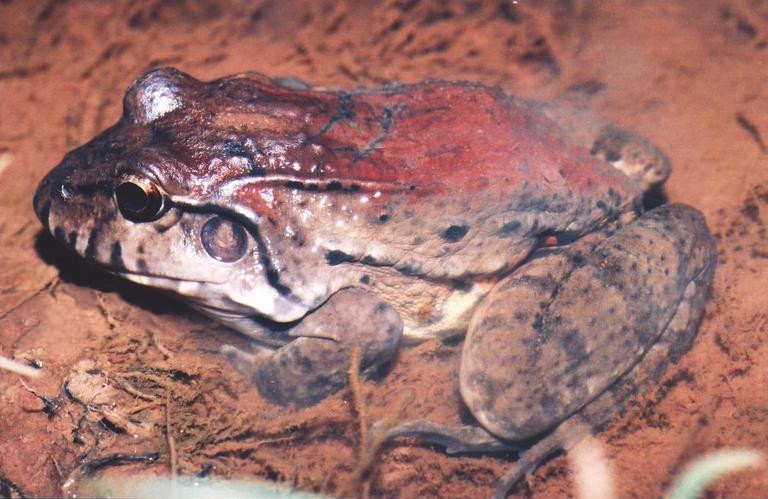
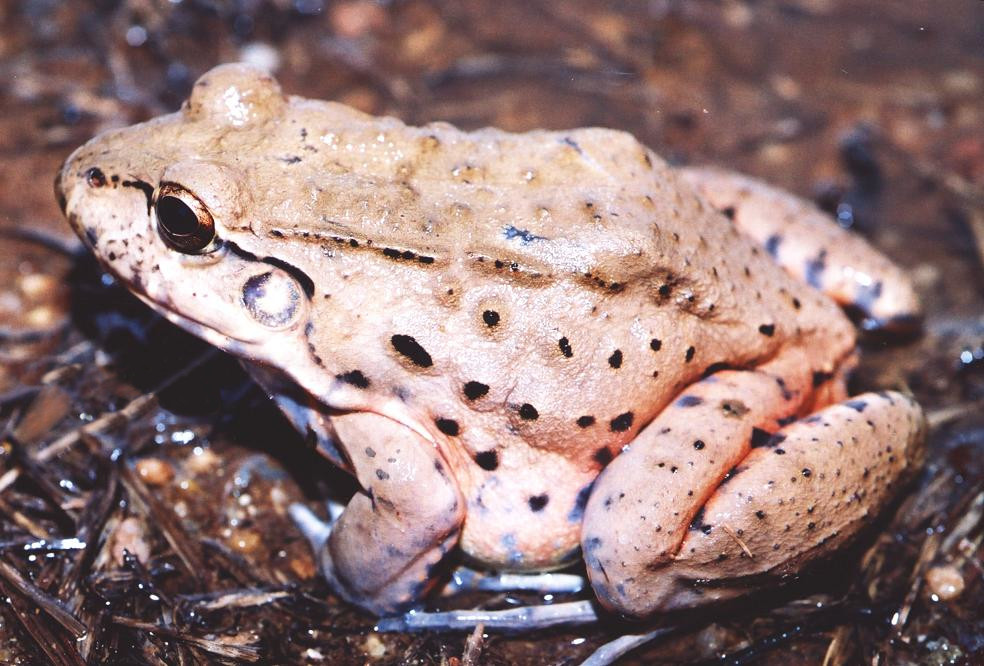
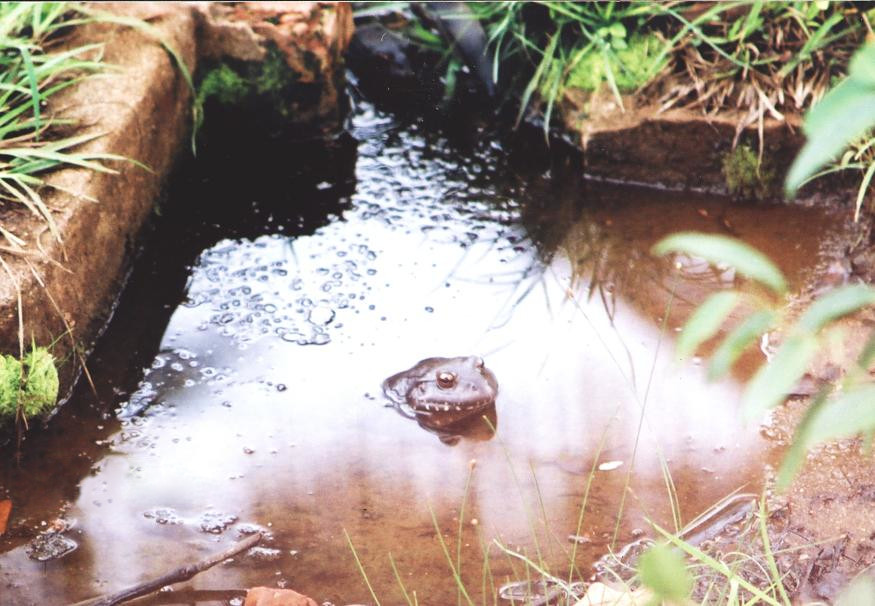